# ドナルド・スペンサー
ドナルド・クレイトン・スペンサー（Donald Clayton Spencer、1912年4月25日 - 2001年12月23日）は、アメリカ合衆国の数学者で、微分幾何学で現れる構造の変形理論と、偏微分方程式の観点からの多変数複素関数論に関する業績で知られている。スペンサーはコロラド州のボルダー (コロラド州)で生まれ、コロラド大学ボルダー校とマサチューセッツ工科大学で教育を受けた。

## 経歴
スペンサーは、ケンブリッジ大学にてジョン・エデンサー・リトルウッドとゴッドフレイ・ハロルド・ハーディの下でディオファントス近似における博士論文を執筆し、1939年完了した。MITとスタンフォード大学で職につき、1950年プリンストン大学で指名された。そこで、小平邦彦との複素構造の変形に関する一連の共同研究に携わり、複素多様体の理論と代数幾何学、そしてモジュライ空間の概念に影響を与えた。
スペンサーはまた、ホッジ理論とn次元コーシー・リーマン方程式を非コンパクトな場合に拡張するために、{\displaystyle {\bar {\partial }}}作用素に対して、d-barノイマン問題を定式化する方向へ向かった。これは正則関数に対する存在定理を示すのに使われる。
後、擬群とその変形理論で活動した。それは、（ジェット(数学)の徹底的な使用による微分形式に基づいたカルタン・ケーラーの考えを飛び越す）偏微分方程式系の過剰決定系への新たなアプローチに基づいたものであった。様々な鎖複体のレベルで定式化され、これは現在スペンサーコホモロジーと呼ばれる、形式的・解析的構造双方の難解な理論を生み出している。この理論はコズュール複体理論の一種であり、1960年代の間、数多くの数学者が取り組んだ。特にベナード・マルグランジュにより定式化されたリー方程式に対する理論が現れ、それは「可積分性」という概念の非常に広い定式化を与えることになった。

## 遺産
死後、コロラドのシルバートンの外側の山頂は、スペンサーに敬意を表して名前を付けられた。

## 著作物
- Schaeffer, A. C.; Spencer, D. C. (1950), Coefficient Regions for Schlicht Functions, American Mathematical Society Colloquium Publications, Vol. 35, Providence, R.I.: American Mathematical Society, ISBN 978-0-8218-1035-4, MR0037908
- Schiffer, M. M.; Spencer, D. C. (1955), Functionals of Finite Riemann Surfaces, Princeton University Press[3]
- Nickerson, H. K.; Spencer, D. C.; Steenrod, N. E. (1959), Advanced Calculus, Princeton, N.J.: Van Nostrand[4] Dover reprint. (2011). ISBN 978-0-4864-8090-9; pbk
- Kumpera, A.; Spencer, D. C. (1972), Lie Equations: Volume I, General Theory, AM-73, Annals of Mathematical Studies, Princeton University Press, ISBN 978-0-6910-8111-3; pbk
- Kumpera, A.; Spencer, D. C. (1974), Systems of Linear Partial Differential Equations and Deformation of Pseudogroup Structures, Les Presses de l'Université de Montréal